# عين بيضاء
عين البيضاء هي قرية ريفية جبلية مغربية شمال المملكة. تنتمي عين بيضاء لإقليم وزان. تضم هذه القرية 11.851 نسمة (إحصاء 2004).

## دواوير الجماعة القروية
- قلعة بني روتين
- قلعة الصَبَّانَة
- أَمالو
- أگرازين
- الرويضة
- الريحانة
- فثراس
- فج الحانوت (بني صلتان)
- فج الحانوت (بني ينثنة)
- فج النسر
- العزيب
- أَغْبالو
- القُبْ
- تيزيران
- أمِزّارْ
- تيزگان
- ألْما
- ألِبْرَة
- أحْريزْ
- تَكْمَشْتْ
- المقاصب
- الواديين
- هرارة
- أحَمَّارْ
- عين بيضاء
- قرطبة
- أولاد علال
- فَرّاحَة
- طْراشْلَة
- السْذاذْ
- المْراحْ
- الحريشة